# Monte Castelo (Santa Catarina)
Monte Castelo é um município brasileiro do Estado de Santa Catarina. Localiza-se a uma latitude 26º27'44" sul e a uma longitude 50º13'52" oeste, estando a uma altitude de 820 metros.
Sua população estimada em 2011 era de 8.346 habitantes.
O principal acesso é pela rodovia BR-116.

## História
Com a resolução nº 1/62, de 14 de fevereiro de 1962, da Câmara Municipal de Papanduva, ratificada pela lei estadual nº 818, de 23 de abril de 1962, foi criado o município de Monte Castelo. O nome Monte Castelo, foi uma homenagem aos expedicionários brasileiros que participaram da II Guerra Mundial, na tomada de Monte Castelo na Itália.

## Economia
A economia do Município baseia-se principalmente na agricultura familiar sendo os principais produtos: 
- Fumicultura.
- Avicultura: Frango.
- Grãos: Soja, milho, feijão.
- Bovinocultura de corte : Raças Charoles e Nelore 
- Bovinocultura de Leite: Raças Holandesa e Jersey 
- Ovinocultura: Raças Texel,  Ile de France, Hampshire
- Fruticultura: Maça (Castel Gala), Caqui (fuyu e Kyoto) e Pêra.
- Piscicultura: Bagre, Tilápia e Carpa.
Destacam-se ainda, o beneficiamento de madeira e a silvicultura na produção de mudas, principalmente de pinos e eucalipto, bem como  áreas de florestamento e reflorestamento com os mesmos.
Há também a extração e beneficiamento de erva mate.

## Bairros
- Lajeadinho
- Aterrado Alto
- Taquaral
- Bom Retiro
- Vila Lisboa
- Rio da Serra
- Rio das Antas
- Alto Canoinhas
- Residência F.
- Estrada Nova
- Rancho Grande
- Rodeio Grande
- COHAB
- Bairro Alto